# François-Alexis Davoust
Pour les articles homonymes, voir Davoust.
Dom François-Alexis Davoust, né le 30 août 1727 à Étampes en France et mort le 7 novembre 1801 à Sées en France, est un bénédictin et homme politique français, député aux États généraux de 1789.

## Biographie
Il appartenait à l'ordre des Bénédictins et était prieur claustral de l'abbaye de Saint-Ouen. Le bailliage de Rouen le nomma, le 15 avril 1789, député du clergé aux États généraux. Davoust fut de ceux qui se rallièrent à la majorité et prêtèrent le serment civique.

## Sources bibliographiques
- « François-Alexis Davoust », dans Adolphe Robert et Gaston Cougny, Dictionnaire des parlementaires français, Edgar Bourloton, 1889-1891 [détail de l’édition] [texte sur Sycomore].